# Mary Dresselhuys
Mary Dresselhuys (ur. 22 stycznia 1907 w Tiel, zm. 19 maja 2004 w Amsterdamie) – holenderska aktorka filmowa i teatralna.
Cieszyła się uznaniem jednej z najwybitniejszych aktorek Holandii. Grała ponad 150 różnych ról, ale najbardziej znana była jako Królowa komedii.
Niektóre role filmowe:
- Eline Vere (1992)
- Vroeger kon je lachen (1983)
- Dorp aan de rivier (1958)
- De Kribbebijter (1935)